# Gabriel Meta (futbolista)
Gabriel Luciano Meta (nacido el 14 de julio de 1979 en la Provincia de Córdoba, Argentina) es un exfutbolista argentino que se desempeñaba como volante o delantero y su último club fue Racing de Córdoba en 2005.

## Carrera

### Belgrano
De las inferiores de Belgrano, debutó en el primer equipo el 11 de abril de 2001, en una derrota por 1 a 0 ante el Racing Club de Avellaneda. Aprovechando la lesión del colombiano Rubiel Quintana, volvió a la titularidad en un partido ante San Lorenzo de Almagro e hizo el primer gol de su carrera.

### Huracán
Miguel Ángel Brindisi lo llevó a Huracán para el Apertura 2002. Tras la llegada de Carlos Babington no contó para el nuevo técnico.

### Vuelta a Belgrano
Al año siguiente retornó a Belgrano para tratar de devolverlo a la máxima categoría, pero más allá de algún que otro gol demorado, se destacó más por un hecho policial que lo tuvo como protagonista. En agosto de 2003, un grupo de 6 delincuentes interceptó a los padres de Meta en la puerta de su local, una agencia de viajes llamada “Delta Turismo” y los amenazaron con matar a sus hijos, Diego, Romina y el mismísimo Gabriel, asegurándoles que los tenían secuestrados. A pesar de que el dato era falso, con esa maniobra los malhechores lograron llevarse el auto del matrimonio y una importante cantidad de dinero.

### Talleres (Cba) y Racing (Cba)
Al iniciarse la temporada 2004/05 pasó a Talleres de Córdoba. En 2005 fue fichado por el Club Atlético Racing.

## Clubes
Datos:
| Club                | País      | Año         | PJ | Anotado |
| ------------------- | --------- | ----------- | -- | ------- |
| Belgrano de Córdoba | Argentina | 2000 - 2002 | 26 | 2       |
| Huracán             | Argentina | 2002        | 4  | 0       |
| Belgrano de Córdoba | Argentina | 2003 - 2004 | 15 | 3       |
| Talleres de Córdoba | Argentina | 2004 - 2005 | 4  | 0       |
| Racing de Córdoba   | Argentina | 2005        | 4  | 0       |